# De kerstbeeldjes uit de Provence
De kerstbeeldjes uit de Provence is een hoorspel naar het boek La pastorale des santons de Provence (1960) van Yvan Audouard. Pater C.P. Voorveld, franciscaan, vertaalde het en de KRO zond het uit op dinsdag 26 december 1961, onder regie van Léon Povel. Het hoorspel duurde 58 minuten.

## Rolbezetting
- Wam Heskes (engel Bollewang)
- Jan Borkus (Jozef)
- Barbara Hoffman (Maria)
- Jan Apon (de os)
- Jan Vreeken (de ezel)
- Tonny Foletta (de molenaar)
- Hans Veerman (de veldwachter)
- Dick Scheffer (de stroper)
- Nel Snel (de visverkoopster)
- Paul Deen (Pistachié)
- Harry Bronk (Vincent)
- Nora Boerman (Mireille)
- Jos van Turenhout (een herder)
- Alex Faassen jr. (een dichter)
- Frans Zuidinga (een blinde)
- Paul van der Lek (Roustido)

## Inhoud
De kerstbeeldjes uit de Provence, de “santons”, zijn naïeve beeldjes van klei, zeer rustieke polychrome tanagra’s. Elk jaar staan ze met Kerstmis in een groepje bij elkaar en geven ons een beeld van Christus’ geboorte in het nederige decor van de stal. In het begin van de 18de eeuw kwamen ze ook op scène om er een "pastorale" op te voeren en Provençaalse kerstliederen te zingen.
Het is de engel Bollewang die hier het verhaal vertelt van die nacht als geen andere, waarin de goede God - om te tonen hoe gelukkig hij is dat hij vader is geworden - het ene mirakel na het andere verricht: de luie molenaar krijgt weer zin om te werken, en zelfs de harteloze Roustido voelt zich beter worden…